# Південна Корея на зимових Олімпійських іграх 2010
Південна Корея на зимових Олімпійських іграх 2010 представлені 46  спортсменами у 12 видах спорту.

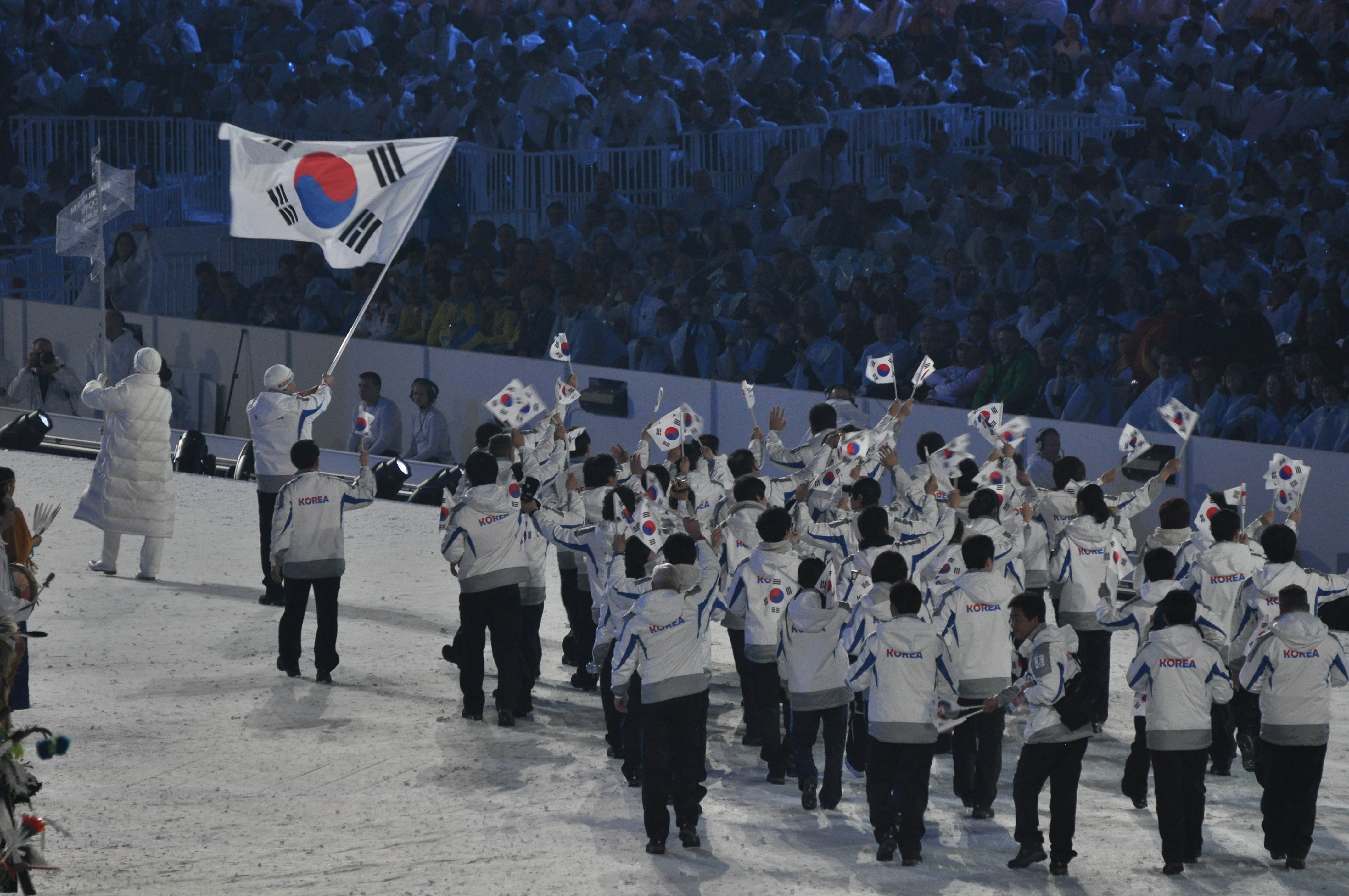
Збірна Південної Кореї під час Параду націй на церемонії відкриття Олімпіади

## Медалісти
Золото
| Золото |            |                                    |
| №      | Спортсмени | Вид спорту (дисципліна)            |
| 1      | Лі Чжон Су | Шорт-трек (1500 метрів)            |
| 2      | Мо Те-Бум  | Ковзанярський спорт (500 метрів)   |
| 3      | Лі Сан Хва | Ковзанярський спорт (500 метрів)   |
| 4      | Лі Чжон Су | Шорт-трек (1000 метрів)            |
| 5      | Лі Син Хун | Ковзанярський спорт (10000 метрів) |
| 6      | Кім Йона   | Фігурне катання (одиночки, жінки)  |

Срібло
| Срібло |                                                           |                                   |
| №      | Спортсмени                                                | Вид спорту (дисципліна)           |
| 1      | Лі Син Хун                                                | Ковзанярський спорт, 5000 метрів  |
| 2      | Мо Те-Бум                                                 | Ковзанярський спорт (1000 метрів) |
| 3      | Лі Ин Бюл                                                 | Шорт-трек (1500 м)                |
| 4      | Лі Хо Сук                                                 | Шорт-трек (1000 м)                |
| 5      | Сун Сі Бак                                                | Шорт-трек (500 м)                 |
| 6      | Квак Юн Гі, Лі Хо Сук, Лі Чжон Су, Сун Сі Бак, Кім Сун Іл | Шорт-трек (естафета 5000 м)       |

Бронза
| Бронза |            |                         |
| №      | Спортсмени | Вид спорту (дисципліна) |
| 1      | Пак Син Хі | Шорт-трек (1500 метрів) |
| 2      | Пак Син Хі | Шорт-трек (1000 метрів) |